# Morris Janowitz
Morris Janowitz (* 22. Oktober 1919 in Paterson, New Jersey; † 7. November 1988 in Chicago, Illinois) war ein US-amerikanischer Soziologe und Politikwissenschaftler, der wichtige Beiträge zur Soziologischen Theorie, zur Vorurteilsforschung, zu Fragen der Stadtentwicklung und zur zivil-militärischen Zusammenarbeit leistete. Er gilt als Begründer der Militärsoziologie, in der er schwerpunktmäßig wirkte. Selbst bevorzugte er allerdings die Formulierung „Armed Forces and Society“.

## Leben
Janowitz entstammt einer jüdisch-stämmigen Familie aus Polen, die 1905 in die USA emigrierte. In seiner Heimatstadt besuchte er die Eastside High School und studierte ab 1937 u. a. bei Sidney Hook und Bruce Lannes Smith am Washington Square College der New York University (B.A. in Economics, 1941). Während seiner Studienzeit beschäftigte er sich eingehend mit der Chicagoer Schule der Soziologie. Er war tätig am War Communications Research Project der Library of Congress (1941) und als Propaganda Analyst in der Special War Policies Unit des U.S. Department of Justice in Washington, D.C. (1941–1943).
Nach dem Eintritt der USA in den Zweiten Weltkrieg wurde er 1943 zum Kriegsdienst in der US Army herangezogen. Im Anschluss an die Grundausbildung 1943/44 wurde er in die Research and Analysis Branch des Office of Strategic Services (OSS) in London versetzt. Danach war er in der Abteilung für Psychologische Kriegsführung im Supreme Headquarters Allied Expeditionary Force (SHAEF) tätig. Er interviewte am Ende des Krieges deutsche Kriegsgefangene und veröffentlichte dazu mit Edward Shils einen Artikel. Anfangs als Private verpflichtet, bekleidete er am Ende des Krieges den Dienstgrad eines Second Lieutenant. 1945 wurde er aus dem aktiven Dienst verabschiedet und als Intelligence Analyst im U.S. Department of State eingesetzt. 1947 arbeitete er als Consultant für das durch US-Präsident Harry S. Truman eingesetzte President’s Committee on Civil Rights.
1946 begann er als Social Science Research Council (SSRC) Demobilization Fellow ein Soziologiestudium an der University of Chicago. Von 1947 bis 1948 war er Instructor für Soziologie und erwarb 1948 in Chicago einen Ph.D. 1951 wurde er Assistent Professor am Department for Sociology der University of Michigan in Ann Arbor. Er arrangierte ein Treffen, an dem u. a. Samuel P. Huntington, Maury D. Feld, Albert D. Biderman und Kurt Lang teilnahmen, um die Möglichkeiten militärsoziologischer Forschung zu besprechen. 1953 wurde er zum Associate Professor und 1957 Full Professor ernannt. 1954/55 war er Fulbright-Stipendiat am Institut für Sozialforschung in Frankfurt am Main, 1958/59 war er Fellow am Center for Advanced Study in the Behavioral Sciences in Stanford und 1961/62 verbrachte er als Ford Foundation Visiting Professor an der Graduate School of Business der University of Chicago, danach ging er vollständig zurück nach Chicago. Dort war er Mitglied im Executive Committee of the Committee for Comparative Study of New Nations und gründete u. a. das Inter-University Seminar on Armed Forces and Society und das Center for Social Organization Studies. Von 1967 bis 1972 war er Dekan des Departments of Sociology an der University of Chicago. 1972/73 war er Pitt Professor of American History and Institutions und Distinguished Professor an der University of Cambridge in England. In dieser Zeit war er Guggenheim-Stipendiat. In den 1970er Jahren unterstützte er den Stadtentwicklungsplan Chicago 21 Plan beratend. 1986 wurde er erster Inhaber des S.L.A. Marshall Chair am U.S. Army Research Institute for the Behavioral and Social Sciences (ARI) in Alexandria, Virginia. Außerdem war er Lawrance A. Kimpton Distinguished-Service Professor of History, South Asian Languages and Civilizations and the College am Department of Sociology an der University of Chicago, wo er 1987 emeritiert wurde.
Janowitz veröffentlichte zahlreiche (empirische) Studien u. a. zu ethnischen und rassischen Vorurteilen, zum kollektiven Verhalten, zur Massenkommunikation, zu Organisationen, zu Wahlen und zu Sozialen Schichten. Er war lange Herausgeber der Buchreihe Heritage of Sociology Series in der University of Chicago Press. Vor allem aber galt seine Aufmerksamkeit der Militärsoziologie. Als sein Vermächtnis gilt dabei das Inter-University Seminar on Armed Forces and Society (IUS) und die Zeitschrift Armed Forces & Society.
Er bezeichnete sich selbst als Sozialdemokraten, wurde jedoch wegen seines Arbeitsgebietes als Konservativer wahrgenommen. Er vertrat allerdings viele liberale Positionen, so setzte er sich u. a. für die Kontrolle von Handfeuerwaffen, für die Redefreiheit von Studenten, gegen den Schusswaffengebrauch bei Demonstrationen und für die Eindämmung von militärischer Aufklärung von Zivilisten ein. Während der Bürgerrechtsbewegung in den 1960er Jahren unterstützte er die Desegregation an Schulen. Ferner befürwortete er Bürgerschaftliches Engagement von Heranwachsenden in Form eines Wehrdienstes oder Ersatzdienstes.
Janowitz war verheiratet mit einer geborenen Shulenberger und war Vater von zwei Kindern. Sein Bruder war der bekannte Gastroenterologe Henry D. Janowitz. Janowitz litt im Alter an Parkinson und verstarb an seinem Wohnort in Hyde Park, Illinois. Er wurde auf eigenen Wunsch nach seinem Tod mit militärischen Ehren in Fort Sheridan, Illinois beigesetzt.
Seit 2005 wird der Morris Janowitz Career Achievement Award vergeben.

## Auszeichnungen
- 1980: Gordon J. Laing Prize des University of Chicago’s Board of University Publications für The Last Half Century: Societal Change and Politics in America[4]
- 1984: W.E.B. Du Bois Career of Distinguished Scholarship Major ASA Award[18]

## Mitgliedschaften
- American Sociological Association (Vizepräsident)
- American Academy of Arts and Sciences (Fellow, seit 1968)
- American Philosophical Association (Fellow, seit 1983)
- American Philosophical Society (Mitglied seit 1983)[19]

## Schriften (Auswahl)
- Dynamics of Prejudice (mit Bruno Bettelheim, 1950)
- The Community Press in an Urban Setting (1952)
- Reader in Public Opinion and Communication (mit Bernard R. Berelson, 1953)
- Sociology and the Military Establishment (mit Roger W. Little, 1959; Neuauflage 1965) [dt. Übersetzung von Wilhelm Bierfelder & Axel Bremer, Militär und Gesellschaft, Boldt, Boppard 1965]
- The Professional Soldier (1960)
- Comparative Study of Juvenile Correctional Institutions (1961)
- Community Political Systems (1961)
- The Military in the Political Development of New Nations (1964)
- Social Change and Prejudice (mit Bruno Bettelheim, 1964)
- Community Press in an Urban Setting (1967)
- Institution Building in Urban Education (1969)
- Political Conflict (1970)
- On Military Intervention (hrsg. mit Jacques van Doorn, 1971)
- On Military Ideology (hrsg. mit Jacques van Doorn, 1971)
- Military Institutions and Coercion in the Developing Nations (1977)
- The Last Half Century. Societal Change and Politics in America (1978)
- Military Conflict (1978)
- Social Control of the Welfare State (1980)
- The Reconstruction of Patriotism (1983)